# Коротков, Михаил Иванович
Михаи́л Ива́нович Коротко́в (1905—1942) — майор Рабоче-крестьянской Красной Армии, участник Великой Отечественной войны, Герой Советского Союза (1943).

## Биография
Родился 8 ноября 1905 года в станице Батуринская (ныне — Брюховецкий район Краснодарского края).
После окончания начальной школы работал маслёнщиком. В 1927—1930 годах проходил службу в Рабоче-крестьянской Красной Армии. Член ВКП(б) с 1927 года.
В 1931 году повторно призван в армию. В 1933 году окончил Ворошиловградскую военную авиационную школу пилотов.
С июня 1941 года — на фронтах Великой Отечественной войны. К февралю 1942 года майор М. И. Коротков командовал эскадрильей 241-го штурмового авиаполка 11-й смешанной авиадивизии 3-й армии Брянского фронта. За время своего участия в боях совершил 40 боевых вылетов на воздушную разведку и штурмовку скоплений боевой техники и живой силы противника, нанеся тому большие потери.
5 февраля 1942 года погиб в воздушном бою. Похоронен в городе Ефремове Тульской области.
Указом Президиума Верховного Совета СССР от 14 февраля 1943 года за «образцовое выполнение боевых заданий командования на фронте борьбы с немецкими захватчиками и проявленные при этом мужество и героизм» майор М. И. Коротков посмертно удостоен звания Героя Советского Союза. Также был награждён орденами Ленина и Красного Знамени.

## Память
В честь Короткова названы улицы в Батуринской, Гулькевичи и Ефремове.